# Nakhon Sawan (provincie)
Nakhon Sawan is een Thaise provincie in het noorden van Thailand. In december 2002 had de provincie 1.130.841 inwoners, waarmee het de 15e provincie qua bevolking in Thailand is. Met een oppervlakte van 9597,7 km² is het de 20e provincie qua omvang in Thailand. De provincie ligt op ongeveer 240 kilometer van Bangkok. Nakhon Sawan grenst aan Kamphaeng Phet, Phichit, Phetchabun, Lopburi, Singburi, Chainat, Uthai Thani, Tak. De rivier de Chao Phraya begint in deze provincie bij de samenvloeiing van de rivieren de Ping en de Nan bij de hoofdstad Nakhon Sawan.

## Provinciale symbolen
|  | Het provinciale zegel toont een Wiman, dit is in de mythologie een kasteel in de hemel. De provinciale vlag is blauw met het provinciale zegel in het midden van de vlag. De provinciale boom/bloem is Lagerstroemia loudonii (Thai: เสลาใบใหญ่ salaw bai jai). De bloemen hiervan zijn licht lila. |

## Klimaat
De gemiddelde jaartemperatuur is 29 graden. De temperatuur varieert van 14 graden tot 41 graden. Gemiddeld valt er 1090,8 mm regen per jaar.

## Politiek

### Bestuurlijke indeling
De provincie is onderverdeeld in 13 districten (Amphoe) en 2 subdistricten (King Amphoe) namelijk:
| Amphoe \| 1. Nakhon Sawan 2. Krok Phra 3. Chum Saeng 4. Nong Bua 5. Banphot Phisai 6. Kao Liao 7. Takhli \| 8. Tha Tako 9. Phaisali 10. Phayuha Khiri 11. Lat Yao 12. Tak Fa 13. Mae Wong \| | King Amphoe 14. Mae Poen 15. Chum Ta Bong                                     |  |
| 1. Nakhon Sawan 2. Krok Phra 3. Chum Saeng 4. Nong Bua 5. Banphot Phisai 6. Kao Liao 7. Takhli                                                                                               | 8. Tha Tako 9. Phaisali 10. Phayuha Khiri 11. Lat Yao 12. Tak Fa 13. Mae Wong |  |

## Prestatie-index
United Nations Development Programme (UNDP) in Thailand heeft sinds 2003 voor subnationaal niveau een Index van de menselijke prestatie (Human Achievement Index – HAI) gepubliceerd op basis van acht belangrijke gebieden van de menselijke ontwikkeling. Provincie Nakhon Sawan neemt met een HAI-waarde van 0,6160 de 52e plaats in op de ranglijst. Tussen de waarden 0,607 en 0,6209 is dit "wat laag".
| Hoofdgroep                    | Aantal graadmeters | Ranglijst |
| ----------------------------- | ------------------ | --------- |
| Volksgezondheid               | 7                  | 16e       |
| Onderwijs                     | 4                  | 48e       |
| Werkomstandigheden            | 4                  | 59e       |
| Huishoudelijk inkomen         | 4                  | 35e       |
| Huisvesting en leefomgeving   | 5                  | 37e       |
| Familie- en gemeenschapsleven | 6                  | 37e       |
| Transport en communicatie     | 6                  | 49e       |
| Deelname aan politiek, enz.   | 4                  | 62e       |